# Südpol (2019)
Südpol ist ein österreichischer Fernsehfilm aus dem Jahr 2019 von Nikolaus Leytner mit Juergen Maurer und Lili Epply in den Hauptrollen. Das Drehbuch basiert auf einer Idee von Götz Spielmann und Nikolaus Leytner. Die Erstausstrahlung im ORF erfolgte am 8. Dezember 2019. Im Ersten wurde der Film am 11. März 2020 im Rahmen des FilmMittwochs gezeigt.

## Handlung
Das Südpol ist ein Lokal im Böhmischen Prater in Wien. Die schwangere Ella, eine Studentin der Meeresbiologie im letzten Semester, arbeitet dort nebenbei als Kellnerin und wird von einem bewaffneten Täter als Geisel genommen. Allerdings stellt er keine Forderungen. Mario, der Freund von Ella, versucht sie im Südpol zu finden. Auf dem Weg dorthin versperren ihm die Einsatzkräfte den Weg. Polizisten finden vor dem Lokal eine Digitalkamera, darauf finden sich auch Fotos von Ella. Der Geiselnehmer hatte die Kamera verloren. Nachdem im Lokal ein Schuss fällt erscheint der Geiselnehmer in der Tür. Ella zieht ihn allerdings wieder zurück ins Lokal, demnach dürfte sie den Geiselnehmer bereits gekannt haben.
Drei Wochen vor der Geiselnahme: Hans Wallentin ist ein rund 50 Jahre alter Familienvater, der eigentlich alles hatte, was er sich immer gewünscht hat. Bis er nach fast 20 Jahren seinen Job im mittleren Management verliert, einen Umstand, den er vor seiner Frau Sandra zu verheimlichen versucht. Diese findet jedoch einige Zeit später zufällig das Kündigungsschreiben und stellt ihn zur Rede. Hans redet aber nicht mit ihr, sondern packt seine Koffer und zieht ins Hotel. Bald darauf macht er sich auf den Weg zum Anwalt, um die Scheidung einzureichen. Er möchte auf alles verzichten: die Ersparnisse, das Auto, das Boot, das gemeinsame Haus am Wiener Speckgürtel und das Sorgerecht für den gemeinsamen Sohn.
Auf der Suche nach einer Lösung für seine Lebenskrise trifft Wallentin im Südpol auf Ella. Sie weckt mit ihrem Charme und ihrer Unbekümmertheit bei ihm neue Lebensgeister. Hans kommt täglich ins Südpol und sucht dort Ellas Nähe, aus diesen von Hans erzwungenen Begegnungen ergeben sich teilweise sehr persönliche Gespräche. Als Ella dafür einmal keine Zeit und Lust hat, bedroht er sie mit der Waffe, nimmt sie als Geisel und verschanzt sich mit ihr im Lokal. Er stellt keinerlei Bedingungen und weigert sich mit der Polizei zu sprechen. Nachdem Hans mit der Pistole das Lokal verlassen möchte zieht ihn Ella zurück, weil sie befürchtet, dass die Polizei ihn erschießt. Nach langen Gesprächen mit Ella ergibt sich Hans schließlich und wird von der Polizei festgenommen.

## Produktion
Die Dreharbeiten fanden vom 14. Jänner bis zum 11. Februar 2019 statt, gedreht wurde in Wien und Umgebung. Hauptdrehort war der Böhmische Prater.
Produziert wurde der Film von der Allegro Film, beteiligt waren der Österreichische und der Bayerische Rundfunk. Für das Kostümbild zeichnete Caterina Czepek verantwortlich, für die Ausstattung Maria Gruber, für den Ton Max Vornehm und für das Maskenbild Susanne Weichesmiller und Michaela Sommer.

## Rezeption
Wilfried Geldner befand im Weser Kurier, dass Juergen Maurer aus dem Manager, dem man den Boden unter den Füßen entzogen hat, mit reduziertem Spiel ein Charakterstück mache, das man nicht so schnell vergesse.
Volker Bergmeister schrieb auf tittelbach.tv, dass Nikolaus Leytner mit dem Drama Südpol eine überraschende, aufregende und tiefsinnige Geschichte über das Leben gelungen sei. Wie Leytner diese Geschichte aufbaue und erzähle, wie er den Perspektivwechsel vollziehe, Vergangenheit und Gegenwart klug ineinander fließen lasse, das sei große Filmkunst. Juergen Maurer und Lili Epply würden mit ihrem intensiven, nuancierten Spiel den Film absolut sehenswert machen.
Hans Hoff meinte dagegen in der Süddeutschen Zeitung, dass Nikolaus Leytner seine beiden Protagonisten schwermütige Sätze sagen lasse. Das wirke hölzern. „Ständig müssen sich die zwei umschleichen, aber was sie genau tun, sieht man nur schwer, auch weil die Filmemacher am Lichteinsatz gespart haben. All das führt dazu, dass am Ende beide Schicksale egal sind, dass egal ist, wie die Geiselnahme endet, wie der Film ausgeht. Hauptsache, er ist vorbei.“
Tilmann P. Gangloff bezeichnete den Film in der Frankfurter Rundschau als „geschickt konstruiertes Drama“. Wie in Ein halbes Leben (2009) und Die Auslöschung (2013) habe Leytner eine ungewöhnlich große Nähe zu seinen von herausragenden Schauspielern verkörperten Hauptfiguren hergestellt. In den eindringlichsten Szenen komme Maurer komplett ohne Dialog aus, weil seine Blicke mehr sagten als tausend Worte. Kameramann Hermann Dunzendorfer lasse den oft nur schemenhaft zu erkennenden Wallentin im Zwielicht der Kneipe wie eine sinistre Rachefigur wirken. Ähnlich bemerkenswert sei die Leistung von Lili Epply, die hier dank des dunklen Make-ups ähnlich düster wirke wie Maurer.
Claudia Irle-Utsch schrieb in der Siegener Zeitung, dass der Film drei Ausrufezeichen verdiene. „Wegen der Geschichte an sich, wegen der geschickten Montage aus Zeit- und perspektivischen Ebenen, wegen der darstellerischen Kraft aller Beteiligten. Das war Filmkunst, die auf die Kraft von Bildern setzt [...], auf die Wirkung guter Musik [...] und auf einen dramaturgischen Bogen, der bis zum Schluss mit Erwartungshaltungen spielt.“